# هاينريش يانسين
هاينريش جانسين (بالألمانية: Heinrich Janssen)‏ (و. 1932  م) هو كاهن كاثوليكي ألماني، ولد في كيفهلير.

## مناصب
تولى منصب أسقف كاثوليكي (منذ 21 سبتمبر 1986)
- أسقف عنواني  [لغات أخرى]‏
- أسقف مساعد  [لغات أخرى]‏[1]

.